# میکولا چوپرینا
میکولا چوپرینا (روسی: Микола Миколайович Чуприна؛ زادهٔ ۴ ژوئن ۱۹۶۲) قایقران روئینگ اهل اوکراین است.وی همچنین از قایقرانان روئینگ بازی‌های المپیک تابستانی ۱۹۹۲ و ۱۹۹۶ بوده است.